# Funa hadra
Funa hadra é uma espécie de gastrópode do gênero Funa, pertencente a família Pseudomelatomidae.